# Incidents: Now They Are
Incidents: Now They Are est une série d’œuvres d'art du collectif d'artistes conceptuels Art and Language. Deux des œuvres de la série, Incident : Now They Are, Elegant et Incident : Now They Are, Look out faisaient partie de la collection du MACBA,. Incident : Now They Are, Elegant est présentée au Château de Montsoreau - musée d'Art contemporain, à Montsoreau dans le val de Loire.

## Auteurs
Le groupe Art & Language a eu un rôle central dans l'émergence de l'art conceptuel autant d'un point de vue théorique que pour la pratique artistique. Fondé à Coventry (Angleterre) en 1968 par Terry Atkinson, Michael Baldwin, David Bainbridge et Harold Hurrell, Art & Language rassemblait sous ce nom le travail que ces artistes menaient déjà à bien depuis 1965. Une année plus tard a été publié le premier numéro de la revue Art-Language (1969-1985), une publication qui réfléchissait sur les problèmes théoriques de l'art conceptuel. Cette revue — conjointement avec Analytical Art (1971-1972),  The Fox (1965-1976) et Art-Language New Series (1994-1999) — s'est convertie en foyer de propositions discursives. Entre 1969 et 1970 se sont rajoutés au groupe, Mel Ramsden, Ian Burn, Joseph Kosuth et Charles Harrison, et dans les années suivantes le collectif a regroupé plus d'une trentaine d'artistes.

## Description
L'œuvre fait partie d'une série de trois sculptures qui a été réalisée en 1993, qui s'intitulait Incidents: Now They Are. Ces œuvres seraient aussi en lien avec Index (Now They Are) (1992-1993), une deuxième série de 22 peintures, qui montre le tableau L'Origine du Monde (1866) de Gustave Courbet derrière une vitre translucide de couleur rose.

## La série
La série Incidents: Now They Are, donc, réinterprète les tableaux de Courbet . Il s'agit de trois constructions en forme de caisse de forme carrée. Chacune est formée par sept panneaux montés sur des châssis et couverte par une plaque de verre peinte. Six de ces peintures s'emboîtent et forment un cube qui est ouvert au niveau des côtés. Quelques-unes des peintures se font face à l'intérieur et d'autres regardent vers l'extérieur; la septième s'utilise comme paroi intérieure divisant le cube.
Les sept peintures de l'œuvre Incident, Now They Are, Look Out ont comme point de départ l'œuvre de Courbet La Source de la Loue (1864), un paysage (l'entrée d'une grotte), qui évoque le sexe féminin. Les tableaux utilisés pour l'œuvre Incident, Now They Are, Élégant et Incident, Now They Are, Next réinterprètent respectivement Landscape[évasif] (1864) et L'Origine du monde (1866), de Courbet. La série réfléchit sur la dialectique entre visibilité et occultation dans l'histoire de la peinture et enveloppe le rôle du musée comme mécanisme qui avantage cette dynamique.